# Książnik
Książnik (niem. Herzogswalde) – wieś w Polsce położona w województwie warmińsko-mazurskim, w powiecie ostródzkim, w gminie Miłakowo. W roku 1973 wieś należała do powiatu morąskiego, gmina Miłakowo. 
W latach 1954–1957 wieś należała i była siedzibą władz gromady Książnik, po jej zniesieniu w gromadzie Miłakowo. W latach 1975–1998 miejscowość administracyjnie należała do województwa olsztyńskiego.
Miejscowość leży w historycznym regionie Prus Górnych.
W latach 1945-46 miejscowość nosiła nazwę Księżno.
Wieś założona w 1323 r. jako wieś czynszowa na prawie chełmińskim, na 80 włókach. Pierwsi osadnicy podobno pochodzili z Dolnego Śląska. W 1782 r. we wsi były 82 "dymy" (gospodarstwa domowe), w 1818 zanotowano 93 "dymy" i 467 osób, natomiast w roku 1858 w 114 domach mieszkało 746 osób. Obszar wsi w tym czasie wynosił blisko 103 włóki.
W 1939 r. gmina Książnik liczyła 181 gospodarstw domowych i 694 mieszkańców. 478 osób utrzymywało się z rolnictwa i leśnictwa, 113 z pracy w przemyśle i rzemiośle, siedem osób z pracy w handlu. W tym okresie w gminie było 46 gospodarstw rolnych o powierzchni w przedziale 0,5-5 ha, 12 o powierzchni w przedziale 5-10 ha, 22 o areale 10-20 ha, 30 o powierzchni w granicach 20-100 i trzy o powierzchni powyżej 100 ha.
Diabla Góra (niem. Teufels Berg) - góra o wysokości 183 m, leżąca na południe od wsi Książnik.